# Калиниченко Віталій Васильович
Віталій Васильович Калиниченко (31 січня 1938, с. Васильківка, Дніпропетровська область — 27 квітня 2017, м. Сілвер Спрінг, Меріленд, США) — український громадський діяч, член Української Гельсінської Групи, політичний в'язень у 1966–1976, 1979–1988 рр.

## Життєпис
Віталій Калиниченко народився 31 січня 1938 року в селищі Васильківка на Дніпропетровщині.
Підробив документи (оскільки вік не дозволяв йому складати іспити) і вступив до Ризького військово-морського училища. Невдовзі залишив навчання в училищі і відслужив строкову службу в армії.
У 1960-64 роках закінчив Київський інститут народного господарства, продовжив навчання в Ленінграді. За фахом інженер-електрик, економіст.
Після закінчення навчання працював старшим інженером Всесоюзного проектно-технічного інституту енергетичного машинобудування в Ленінграді у 1965—1966 роках.
Вперше втекти з СРСР він намагався у 1964, відмовившись бути завербованим слідкувати за іноземними студентами, за що був і вперше заарештований у вересні 1964, але в січні 1965 звільнений.
20 липня 1966 року був заарештований при спробі перейти радянсько-фінський кордон. 12 січня 1967 року Мурманським обласним судом засуджений до 10 років таборів суворого режиму за звинуваченням у «спробі зради Батьківщини», за статтею 64 п. «а», статтями 40, 15 КК РРФСР. Відбував покарання у селі Барашево Теньгушевського району Мордовії, табір ЖХ-385/3. Переведений 13 червня 1972 року до табору ВС-389/36 у сел. Кучино Чусовського району Пермської області.
Брав активну участь у боротьбі за статус політв'язня, за поліпшення умов утримання в'язнів. На початку 1974 разом з групою політв'язнів відмовився від радянського громадянства. У 1975 році переведений у Владимирський централ.
Звільнений з ув'язнення 19 березня 1976 року. Після звільнення оселився на батьківщині, в селищі Васильківка. Перебував під адміністративним наглядом, працював інженером-економістом на консервному заводі до нового арешту. Маючи вищу освіту, постійно був під наглядом, піддався обструкції та переслідуванням, арештам, не мав змоги влаштуватись навіть на некваліфіковану роботу.
10 жовтня 1977 р. написав заяву до Президії Верховної Ради СРСР. В ній викривав фальшиві твердження КПРС, що ніби в СРСР виконуються гельсінські угоди, доводив факти політичних репресій, зокрема — ув'язнення дисидентів, відправку їх до таборів та психіатричних лікарень. Заявив, що на знак протесту він зрікається радянського громадянства і оголошує десятиденне голодування.
З передач радіо «Свобода» дізнався про створення Української Гельсінської групи (УГГ). Написав «Відкритого листа» Левку Лук'яненко з проханням рекомендувати його до складу Групи.
З 3 жовтня 1977 р. — член Української Громадської групи сприяння виконанню Гельсінкських угод.
Його підпис стояв перед зверненням до Белградської наради 35 держав, що зібралась для перевірки виконання Гельсінських угод. Текст цього звернення прозвучав у передачах «Голосу Америки» і «Свободи». Після цього колектив Васильківської «Сільгосптехніки», де працював Калиниченко, звернувся до КГБ позбавити їх такого працівника.
Був знову засуджений у 1980 р. на 10 років ув'язнення та 5 років таборів, як «особливо небезпечний рецидивіст».
У 1989 р., через два роки після звільнення, виїхав до США, де прожив решту життя. В останні роки хворів.

## Нагороди
У 2006 р. був нагороджений Президентом України орденом «За мужність» І ступеня, за громадянську мужність, самовідданість у боротьбі за утвердження ідеалів свободи і демократії та з нагоди 30-ї річниці створення Української Громадської групи сприяння виконанню Гельсінкських угод.